# Isha Fofana
Isha Fofana (* 28. Dezember 1965 in Bathurst, heute Banjul, Gambia) ist eine gambische Künstlerin.
Mit 19 Jahren wurde Isha Fofana Mitglied des „Gambia Black African Club“, bevor sie von 2000 bis 2008 in Deutschland lebte. Der Wechsel nach Europa ermöglichte ihr zahlreiche internationale Ausstellungen, unter anderem im Rahmen der Verleihung des UNESCO-Musikpreises an Youssou N’Dour/Senegal und Oumou Sangaré/Mali. 2006 eröffnete sie die Galerie „Mama Afrika“ in Köln als kulturelles Zentrum für Liebhaber afrikanischer Kunst und Kultur. 2007 wurde sie als „Bester afrikanischer Künstler in Europa“ nominiert und zum internationalen Vertreter der Künstler Gambias ernannt. Seit 2008 ist sie Mitglied der „International Artist Association“. 2008 entschied sie sich nach Gambia zurückzukehren. Dort gründete sie die gemeinnützige Organisation „Mama Africa“ und eröffnete eine gleichnamige Galerie in Brusubi/Gambia. 2010 wurde schließlich in Batokunku/Gambia das „Mama Africa Women’s Museum and Art Centre“ eröffnet.
2010 wurde Isha Fofana Aufsichtsratsvorsitzende des „National Centre for Arts and Culture“ sowie Mitglied des Komitees zur Organisation des „Kanilai International Culture Festival“. Sie ist Leiterin des Ausbildungsprojekts „Girls in Art“. 2011 nahm sie auf Einladung des amerikanischen Außenministeriums am African Women’s Entrepreneurs Program teil.

## Ausstellungen (Auswahl)
- Ausstellung anlässlich der Verleihung des Musikpreises der UNESCO an Youssou N’Dour and Oumou Sangaré/Mali – Aachen
- Ausstellung im Rahmen der Preisverleihung an Waris Dirie – Kerkrade/Niederlande
- „Land Art“ – Hannover
- „Straßen verbinden Kulturen“, Presseabteilung der Deutschen Regierung – Bonn
- UN-Hauptquartier „International Women’s Week“ – Cape Point/Gambia
- EC Residence „Europe Day“ – Fajara/Gambia
- Ministerium für Außenpolitik – Taipeh/Taiwan
- „Afrikanischer Künstler“ – Düsseldorf
- „UN World Women’s Day“ – Beginn einer Wanderausstellung im Mama Africa/Batokunku
- „Visionary Women“ – Nairobi National Museum/Kenia